# Daniel ben Judá
Daniel ben Judá fue un poeta judío litúrgico, que vivió en Roma a mediados del siglo XIV. Fue abuelo de Daniel ben Samuel [ha-Rofé], rabino en Tívoli. 
Según S. D. Luzzatto, Daniel ben Judá es el autor del muy conocido himno "Igdal Elokim Hai", que forma parte tanto de la liturgia askenazí como de la sefardí. Estos últimos lo recitan siempre al finalizar el rezo nocturno del Shabat.
- Datos: Q5219173